# Bitva u Cartageny
Bitva u Cartageny byla rozhodující bitva mezi expedičními silami britského námořnictva pod velením viceadmirála Edwarda Vernona a španělským vojskem vedeným Blasem de Lezo. Bitva se odehrála u města Cartagena v současné Kolumbii a byla zahájena v březnu 1741.
Jednalo se o nejdůležitější bitvu války o Jenkinsonovo ucho (válka byla nazvána podle Roberta Jenkinse, který obvinil Španěly, že utrpěl zranění ucha při španělské inspekci jeho lodi) a jednu z největších obojživelných operací britské historie. Tato válka později vyústila v mnohem rozsáhlejší války o rakouské dědictví. Bitva u Cartageny skončila porážkou a těžkými ztrátami britského vojska, které ztratilo 50 lodí. V bitvě padlo asi 11 000 britských vojáků a dalších asi 8 000 bylo zraněno.